# Alansmia kirkii
Alansmia kirkii är en stensöteväxtart som först beskrevs av Barbara S. Parris, och fick sitt nu gällande namn av Moguel och M. Kessler. Alansmia kirkii ingår i släktet Alansmia och familjen Polypodiaceae. Inga underarter finns listade.